# La capilla del Rosario
La capilla del Rosario es una obra del artista mexicano Juan Soriano, con dimensiones de 125.6 x 75.4 cm., firmada y fechada en 1960 Actualmente pertenece a la colección de Museo Soumaya, y recientemente formó parte de la exposición retrospectiva organizada por el Museo de Arte Moderno  "Juan Soriano. 1920-2006"

## Descripción
En esta obra, Juan Soriano destaca la importancia del color y la abstracción, características de esta etapa de su producción artística y que comparte con otros artistas de la Generación de la Ruptura como Francisco Toledo, y que después abandonará por regresar al trazo figurativo.